# DREAM.15
DREAM.15（ドリーム・フィフティーン）は、日本の総合格闘技イベント「DREAM」の大会の一つ。2010年7月10日、埼玉県さいたま市のさいたまスーパーアリーナで開催された。

## 大会概要
メインイベントではDREAMライト級タイトルマッチで王者青木真也と挑戦者川尻達也が対戦し、開始1分53秒アキレス腱固めで一本勝ちを収め王座を防衛した。試合後のリング上で結婚することを発表した。
ライトヘビー級王座挑戦者決定戦では、水野竜也とゲガール・ムサシが勝利を収め、DREAM.16でのライトヘビー級タイトルマッチ出場を決めた。
2009年までSRCに出場していた吉田道場所属の中村和裕、小見川道大がDREAMに初参戦し、それぞれ勝利を収めた。
今大会からフェザー級に階級を下げた石田光洋がDJ.taikiと対戦し、3-0の判定勝ちを収めた。
第6試合前にはUFCとの契約が切れた宇野薫がリングに登場し、フェザー級に階級を下げDREAMに再参戦することを発表した。
大会開催発表当初からアリスター・オーフレイムが出場予定選手となっており、アンドレイ・アルロフスキーとの対戦が調整されていたが最終合意に至らず、大会開催2日前の7月8日になってアリスターの欠場が発表された。

## 試合結果
第1試合 ミドル級ワンマッチ 1R10分、2R5分
○  中村和裕 vs.  カール・アモーゾ ×
2R終了 判定3-0
第2試合 フェザー級ワンマッチ 1R10分、2R5分
○  石田光洋 vs.  DJ.taiki ×
2R終了 判定3-0
第3試合 フェザー級ワンマッチ 1R10分、2R5分
○  小見川道大 vs.  ジョン・ヨンサム ×
1R 7:31 フロントチョーク
第4試合 DREAMライトヘビー級王座挑戦者決定戦 1R10分、2R5分
○  水野竜也 vs.  メルヴィン・マヌーフ ×
1R 7:38 アームロック
※水野がライトヘビー級タイトルマッチ出場決定。
第5試合 DREAMライトヘビー級王座挑戦者決定戦 1R10分、2R5分
○  ゲガール・ムサシ vs.  ジェイク・オブライエン ×
1R 0:31 フロントチョーク
※ムサシがライトヘビー級タイトルマッチ出場決定。
第6試合 ライト級ワンマッチ 1R10分、2R5分
○  J.Z.カルバン vs.  菊野克紀 ×
2R終了 判定2-1
第7試合 DREAMライト級タイトルマッチ 1R10分、2R5分
○  青木真也 vs.  川尻達也 ×
1R 1:53 アキレス腱固め
※青木が王座の初防衛に成功。